# Richard Temple-Nugent-Brydges-Chandos-Grenville, 1:e hertig av Buckingham och Chandos

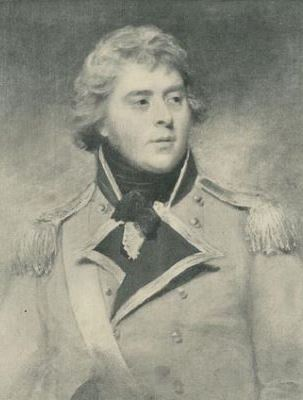
Richard Temple-Nugent-Brydges-Chandos-Grenville, 1:e hertig av Buckingham och Chandos.

Richard Temple-Nugent-Brydges-Chandos-Grenville, 1:e hertig av Buckingham och Chandos, född den 20 mars 1776, död den 17 januari 1839, var en brittisk politiker,. Han var son och arvtagare till George Nugent-Temple-Grenville, 1:e markis av Buckingham och sonson till premiärminister George Grenville.
Den 16 april 1796 äktade han lady Anne Brydges, dotter till James Brydges, 3:e hertig av Chandos. Med henne hade han sonen Richard Temple-Nugent-Brydges-Chandos-Grenville, 2:e hertig av Buckingham och Chandos (1797–1861).
Han satt i underhuset 1797–1813. Han lade till "-Brydges-Chandos-" i sitt namn med kungligt tillstånd 1799. År 1806 inträdde han i Privy Council och 1820 tilldelades han Strumpebandsorden. Han upphöjdes till hertig av Buckingham och Chandos 1822, då hans fru var enda dottern till 3:e hertigen av Chandos. Samtidigt upphöjdes han till earl Temple av Stowe, med arvsregler som medförde att titeln överlevde att hertigtiteln dog ut med sonsonen 1889.